# Montañas Rocosas
Las montañas Rocosas o Rocallosas(en inglés, Rocky Mountains o Rockies) son un sistema de cordilleras montañosas situado en el sector occidental de Norteamérica y que corre paralelo a la costa occidental, por Canadá y Estados Unidos. Por el noroeste comienzan en la Columbia Británica, pasando por la frontera entre Alberta y Columbia Británica y llegando hasta Nuevo México en su extremo suroeste. El pico más alto es el monte Elbert, en Colorado, con 4401 m sobre el nivel del mar.
Se formaron durante la orogénesis cenozoica y están constituidas por un núcleo central de rocas cristalinas rodeado de formaciones laterales de rocas sedimentarias. El sistema ha sido marcado profundamente por la glaciación cuaternaria y la erosión atmosférica, y presenta ejemplos de fenómenos volcánicos. Tienen importantes reservas de minerales, como oro, plata, plomo, zinc, cobre y, en las regiones marginales, petróleo y carbón.
En sus zonas altas se extienden prados de alta montaña; en los valles se dan cultivos agrícolas cereales y patatas; y la ganadería ovina en las regiones septentrionales del sector estadounidense. Atravesadas por una notable red de ferrocarriles y autopistas que dan valor a sus bellezas naturales (tuteladas por muchos parques nacionales), constituyen también un notable elemento de atracción turística con muchas localidades de vacaciones y de deportes de invierno.

## Historia

### Nativos indígenas
Desde la última gran Edad de Hielo, las Montañas Rocosas han estado habitadas por distintos pueblos indígenas americanos, como los apaches, los arapahos, los bannocks, los pies negros, los cheyennes, los crows, los flathead (o cabezas lisas), los shoshones, los sioux, los utes, los kutenai (ktunaxa en Canadá), los sekanis, los dunne-za y otros. Los paleoindios cazaban el ahora extinto mamut y bisontes antiguos (un animal un 20 % más grande que el bisonte moderno) en las estribaciones y valles. Al igual que las tribus modernas que les siguieron, los paleoindios probablemente emigraban a las praderas en otoño e invierno para cazar bisontes, y a las montañas en la primavera y el verano para pescar peces, cazar ciervos y alces y recolectar raíces y bayas. En Colorado, a lo largo de la cresta de la divisoria continental, los muretes de roca que los nativos construyeron para conducir la caza han sido fechados hace 5400-5800 años. Hay crecientes evidencias científicas que indican que los indígenas tuvieron efectos significativos sobre las poblaciones de mamíferos (por la práctica de la caza) y sobre los patrones de vegetación (por la quema deliberada).

### Exploraciones europeas
La reciente historia humana de las Montañas Rocosas es una historia de rápidos cambios. El explorador español Francisco Vázquez de Coronado —con un grupo de soldados y misioneros entró en la región de las Montañas Rocosas desde el sur en 1540. La introducción del caballo, herramientas de metal, rifles, nuevas enfermedades, y diferentes culturas cambiaron profundamente las culturas nativas americanas. Las poblaciones nativas americanas fueron expulsadas de la mayoría de sus áreas de distribución históricas por la enfermedad, la guerra, la pérdida de hábitat (erradicación del bisonte), y los continuados ataques contra su cultura.
En 1739, los comerciantes de pieles franceses Pierre y Paul Mallet, mientras viajaban a través de las Grandes Llanuras, descubrieron una cadena de montañas en las cabeceras del río Platte, que las tribus indias estadounidenses locales llamaban las «Rockies», convirtiéndose en los primeros europeos en informar sobre esta cordillera inexplorada.

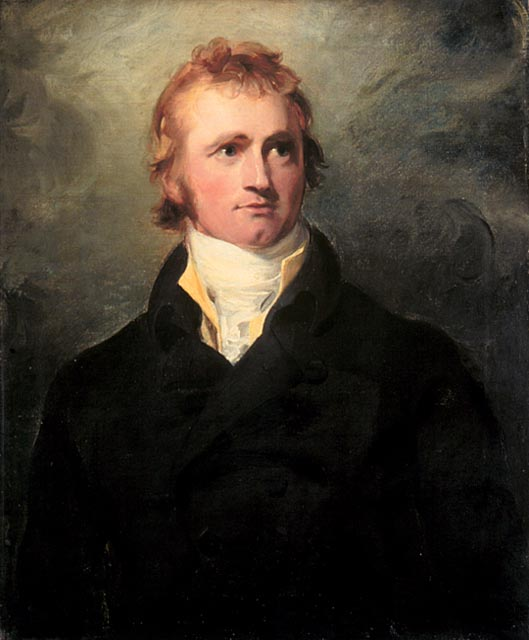
Alexander MacKenzie en 1800.

Alexander MacKenzie (1764-1820) se convirtió en el primer europeo en cruzar las Montañas Rocosas en 1793. Encontró los tramos superiores del río Fraser y llegó a la costa del Pacífico de lo que hoy es Canadá el 20 de julio de ese año, completando la primera travesía transcontinental registrada de Norteamérica al norte de México. Llegó a Bella Coola, Columbia Británica, donde por primera vez alcanzó el agua salada en South Bentinck Arm, un entrante del océano Pacífico.
La expedición de Lewis y Clark (1804-1806) fue la primera expedición que realizó un reconocimiento científico de las Montañas Rocosas. Se recolectaron especímenes para los botánicos, zoólogos y geólogos contemporáneos. La expedición se decía que había allanado el camino a (y a través de) las Montañas Rocosas a los euro-estadounidenses desde el este, aunque Lewis y Clark durante su transcurso ya se reunieron al menos con 11 hombres de las montañas euro-estadounidense.
Los hombres de las montañas, sobre todo franceses, españoles y británicos, habían recorrido las Montañas Rocosas desde 1720 a 1800 en busca de yacimientos minerales y pieles. Los comerciantes de pieles de la North West Company establecieron en 1799 un puesto comercial en lo que ahora son las estribaciones de las Montañas Rocosas de la actual Alberta, la Rocky Mountain House, y su negocio rivalizó con el que estableció la Compañía de la Bahía de Hudson en la cercana Acton House. Estos puestos sirvieron como base para la mayoría de la actividad europea en las Montañas Rocosas de Canadá a principios del siglo XIX. Entre las más notables son las expediciones de David Thompson que siguió el río Columbia hasta el océano Pacífico. En su expedición de 1811, acampó en el cruce del río Columbia y el río Snake y erigió un poste y notificación reclamando el área para el Reino Unido e indicando la intención de la Compañía del Noroeste para construir un fuerte en el sitio.
Por la Convención Anglo-Estadounidense de 1818, que estableció el paralelo 49° Norte como frontera internacional al oeste del lago de los Bosques a las Montañas pedregosas "Stony Mountains"; el Reino Unido y los Estados Unidos. acordaron lo que ya se ha descrito como «ocupación conjunta» de las tierras más al oeste hasta el océano Pacífico. La resolución de los problemas territoriales y de los tratados, la disputa de Oregón, se aplazó hasta un momento posterior.
En 1819, España cedió sus derechos al norte del paralelo 42° a los Estados Unidos, a pesar de que estos derechos no incluían la posesión y también incluían obligaciones de Gran Bretaña y Rusia respecto a sus reclamaciones en la misma región.

### Asentamientos
Después de 1802, los comerciantes de pieles y exploradores estadounidenses fueron los primeros caucásicos muy extendida en las Montañas Rocosas al sur del paralelo 49. Los más famoso de estos fueron los estadounidenses William Henry Ashley, Jim Bridger, Kit Carson, John Colter, Thomas Fitzpatrick, Andrew Henry y Jedediah Smith. El 24 de julio de 1832, Benjamin Bonneville llevó la primera caravana de carromatos a través de las Montañas Rocosas utilizando Pass Sur en el actual estado de Wyoming. Del mismo modo, siguiendo a la expedición de Mckenzie de 1793, se establecieron puestos comerciales al oeste de las Northern Rockies en una región de la meseta interior septentrional de la Columbia Británica, que llegó a ser conocida como Nueva Caledonia, comenzando en Fort McLeod (actual comunidad de McLeod Lake) y Fort Fraser, pero al final se centró en el Stuart Lake Post (actual Fort St. James).
Las negociaciones entre el Reino Unido y los Estados Unidos en las siguientes décadas no consiguieron resolver el problema de límites y la disputa de Oregón llegó a ser importante en la diplomacia geopolítica entre el Imperio británico y la nueva república estadounidense. En 1841, James Sinclair, factor jefe de Compañía de la Bahía de Hudson, guio a unos 200 pobladores de la Colonia del Río Rojo al oeste para reforzar el asentamiento alrededor de Fort Vancouver en un intento de retener el Distrito de Columbia para Gran Bretaña. La partida cruzó las Montañas Rocosas en el Valle de Columbia, una región de la fosa de las Montañas Rocosas cerca de la actual Radium Hot Springs, Columbia Británica, y luego viajó al sur. A pesar de estos esfuerzos, en 1846 Gran Bretaña cedió todos sus derechos sobre las tierras del Distrito de Columbia al sur del paralelo 49° a los Estados Unidos; y la resolución del conflicto de la frontera de Oregón se acordó en el Tratado de Oregón.

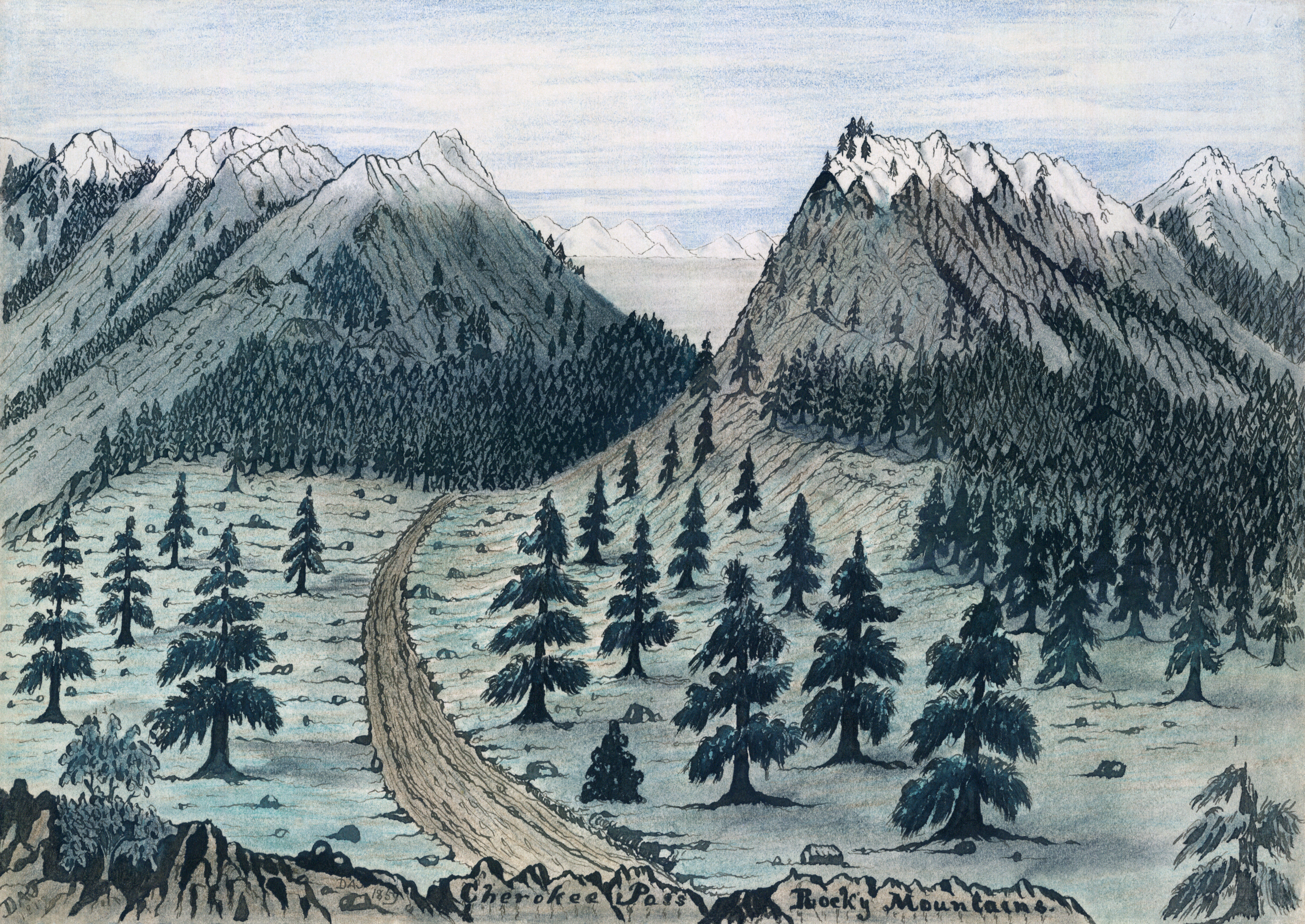
Cherokee Trail cerca de Fort Collins, Colorado, de un bosquejo tomado el 7 de junio de 1859.

Miles de personas pasaron a través de las Montañas Rocosas siguiendo la ruta de Oregón a partir de la década de 1840. Los mormones comenzaron a establecerse cerca del Gran Lago Salado en 1847. Entre 1859 y 1864, se descubrió oro en Colorado, Idaho, Montana, y Columbia Británica, lo que provocó varias fiebres del oro con lo que miles de buscadores de oro y mineros exploraron cada montaña y cañón y para crear la primera gran industria de las Montañas Rocosas. La fiebre del oro de Idaho, por sí sola, produjo más oro que las fiebres de California y Alaska juntas y fue importante en la financiación del Ejército de la Unión durante la guerra civil americana. El ferrocarril transcontinental fue terminado en 1869, y el parque nacional de Yellowstone se estableció siendo el primer parque nacional del mundo en 1872. Mientras tanto, en Canadá se prometió originalmente en 1871 un ferrocarril transcontinental. A pesar de las complicaciones políticas, la Canadian Pacific Railway se finalizó en 1885, atravesando la cordillera por los pasos de Kicking Horse y Rogers hasta el océano Pacífico. Los funcionarios ferroviarios canadienses también convencieron al Parlamento para que dejase al margen vastas áreas de las Montañas Rocosas canadienses que luegon se convertirán en los actuales parques nacionales de Jasper, Banff, Yoho y Waterton Lakes, sentando las bases para una industria del turismo que se desarrolla en la actualidad. El parque nacional de los Glaciares (Montana) se estableció con una relación similar a las promociones de turismo por la Great Northern Railway. Mientras los colonos llenaban los valles y los pueblos mineros, la ética de la conservación y la preservación comenzaron a tomar fuerza. El presidente estadounidense Benjamin Harrison estableció varias reservas forestales en las Montañas Rocosas en 1891-92.
En 1905, el presidente Theodore Roosevelt extendió la Reserva Forestal de Medicine Bow para incluir el área que ahora se gestiona como parque nacional de las Montañas Rocosas. El desarrollo económico comenzó a centrarse en la minería, la silvicultura, la agricultura y el ocio, así como en las industrias de servicios que los apoyan. Las tiendas de campaña y los campamentos se convirtieron en ranchos y granjas, y los fuertes y estaciones de tren dieron paso a pueblos y algunos se convirtieron en importantes ciudades.

## Geografía

### Las Montañas Rocosas canadienses
Situadas a lo largo de la frontera entre Alberta y la Columbia Británica, las Rocosas (o Rocallosas) Canadienses están situadas dentro de dos parques nacionales muy grandes: el Banff, al sur, y el Jasper, al norte. El parque nacional Banff fue el primer santuario oficial de la vida salvaje en Canadá, y hoy en día la ciudad que le dio nombre se ha convertido en el primer centro turístico del país, tanto en verano como en invierno, aunque el parque nacional Jasper sea más extenso e inexplorado.
Las precipitaciones que recibe son moderadas, lo que lleva a concluir que los ríos son de un caudal irregular. Su población es muy escasa y el número de ciudades es realmente muy pobre. Entre sus principales actividades económicas se encuentra la maderera y la obtención de minerales como oro, plata, molibdeno o zinc y de petróleo y gas. Su vegetación se caracteriza principalmente por la presencia de las coníferas. Ya en Alaska y no perteneciente a las Montañas Rocosas, se encuentra el monte Denali que con sus 6194 metros sobre el nivel del mar, es la mayor altura de América del Norte.

### Los sectores de las Rocosas
Tradicionalmente, las Montañas Rocosas se han considerado divididas, geográfica y geológicamente, en varios sectores o tramos. De norte a sur, las divisiones son las siguientes:
| Sector (español/inglés)                                                | Cordilleras                           | Ranges                         | Localización                         | Cumbre más alta    | Altitud (m) | Área (km²) | Long. x Ancho (km) |
| ---------------------------------------------------------------------- | ------------------------------------- | ------------------------------ | ------------------------------------ | ------------------ | ----------- | ---------- | ------------------ |
| Rocosas Lejanas del Norte («Far Northern Rockies»)                     | Cordilleras Muskwa                    | Muskwa Ranges                  | Alberta · Columbia Británica         | Montaña Ulysses    | 3024        | 97 388     | 424 / 433          |
| Rocosas Lejanas del Norte («Far Northern Rockies»)                     | Cordilleras Hart                      | Hart Ranges                    | Alberta · Columbia Británica         | Monte Ovington     | 2949        | 55 690     | 282 / 367          |
| Rocosas Canadienses («Canadian Rockies»)                               | Cordilleras Continentales del Norte   | Northern Continental Ranges    | Alberta · Columbia Británica         | Monte Robson       | 3959        | 26 421     | 192 / 265          |
| Rocosas Canadienses («Canadian Rockies»)                               | Cordilleras Principales Centrales     | Central Main Ranges            | Alberta · Columbia Británica         | Monte Columbia     | 3741        | 14 271     | 202 / 219          |
| Rocosas Canadienses («Canadian Rockies»)                               | Cordilleras Frente Central            | Central Front Ranges           | Alberta                              | Monte Brazeau      | + 3500      | 24 382     | 263 / 234          |
| Rocosas Canadienses («Canadian Rockies»)                               | Cordilleras Continentales del Sur     | «Southern Continental Ranges   | Alberta · Columbia Británica         | Monte Assiniboine  | 3616        | 28 344     | 256 / 243          |
| Montañas Rocosas Montana Central («Central Montana Rocky Mountains»)   | Cordilleras Montana Noroeste          | Northwest Montana Ranges       | Columbia Británica · Idaho · Montana | Pico McDonald      | 2993        | 27 748     | 282 / 229          |
| Montañas Rocosas Montana Central («Central Montana Rocky Mountains»)   | Parque nacional Cordilleras Glaciares | Glacier National Park Ranges   | Columbia Británica · Idaho · Montana | Monte Cleveland    | 3190        | 14 609     | 152 / 171          |
| Montañas Rocosas Montana Central («Central Montana Rocky Mountains»)   | Cordilleras Bob Marshall              | Bob Marshall Ranges            | Montana                              | Montaña Red        | 2888        | 22 016     | 179 / 218          |
| Montañas Rocosas Montana Central («Central Montana Rocky Mountains»)   | Cordilleras Montana Central Oeste     | West Central Montana Ranges    | Montana                              | Montaña Tweedy     | 3400        | 30 331     | 221/ 214           |
| Montañas Rocosas Montana Central («Central Montana Rocky Mountains»)   | Cordilleras Montana Central           | Central Montana Ranges         | Montana                              | Pico Crazy         | 3417        | 62 634     | 270 / 345          |
| Montañas Rocosas Montana Central («Central Montana Rocky Mountains»)   | Cordilleras Montana Sureste           | Southwest Montana Ranges       | Montana Wyoming                      | Montaña Hollowtop  | 3232        | 9918       | 146 / 107          |
| Montañas Rocosas Idaho-Bitterroot («Idaho-Bitterroot Rocky Mountains») | Montañas Clearwater                   | Clearwater Mountains           | Idaho                                | Montaña Stripe     | 2744        | 22 012     | 215 / 170          |
| Montañas Rocosas Idaho-Bitterroot («Idaho-Bitterroot Rocky Mountains») | Cordillera Bitterroot                 | Bitterroot Range               | Idaho Montana                        | Pico Scott         | 3473        | 38 182     | 489 / 431          |
| Montañas Rocosas Idaho-Bitterroot («Idaho-Bitterroot Rocky Mountains») | Montañas Salmon River                 | Salmon River Mountains         | Idaho                                | Montaña White West | 3183        | 23 025     | 171 / 197          |
| Montañas Rocosas Idaho-Bitterroot («Idaho-Bitterroot Rocky Mountains») | Área Sawtooth-Ketchum-Boise           | Sawtooth-Ketchum-Boise Area    | Idaho                                | Pico Hyndman       | 3660        | 48 935     | 216 / 407          |
| Montañas Rocosas Idaho-Bitterroot («Idaho-Bitterroot Rocky Mountains») | Cordilleras Lost River-Lemhi          | Lost River-Lemhi Ranges        | Idaho                                | Pico Borah         | 3859        | 9700       | 185 / 111          |
| Grandes Rocosas de Yellowstone («Greater Yellowstone Rockies»)         | Área Yellowstone-Cordillera Teton     | Teton Range-Yellowstone Area   | Idaho Montana Wyoming                | Grand Teton        | 4197        | 26 209     | 313 / 162          |
| Grandes Rocosas de Yellowstone («Greater Yellowstone Rockies»)         | Cordillera Absaroka                   | Absaroka Range                 | Montana Wyoming                      | Pico Francs        | 4009        | 41 394     | 312 / 239          |
| Grandes Rocosas de Yellowstone («Greater Yellowstone Rockies»)         | Montañas Bighorn                      | Bighorn Mountains              | Montana Wyoming                      | Pico Cloud         | 4013        | 40 504     | 349 / 241          |
| Grandes Rocosas de Yellowstone («Greater Yellowstone Rockies»)         | Cordillera Wind River                 | Wind River Range               | Wyoming                              | Pico Gannett       | 4207        | 18 288     | 214 / 155          |
| Grandes Rocosas de Yellowstone («Greater Yellowstone Rockies»)         | Área Cuenca Gran Divisoria            | Great Divide Basin Area        | Colorado Utah Wyoming                | Montaña Ferris     | 3059        | 48 507     | 315 / 308          |
| Montañas Rocosas Occidentales («Western Rocky Mountains»)              | Cordilleras Idaho Sureste             | Southeast Idaho Ranges         | Idaho Wyoming                        | Pico Meade         | 3035        | 21 014     | 222 / 191          |
| Montañas Rocosas Occidentales («Western Rocky Mountains»)              | Cordilleras Wyoming Overthrust Belt   | Wyoming Overthrust Belt Ranges | Wyoming                              | Pico Wyoming       | 3468        | 13 748     | 225 / 140          |
| Montañas Rocosas Occidentales («Western Rocky Mountains»)              | Cordillera Wasatch                    | Wasatch Range                  | Utah Wyoming                         | Monte Nebo         | 3636        | 20 993     | 396 / 118          |
| Montañas Rocosas Occidentales («Western Rocky Mountains»)              | Sierra de Uinta                       | Uinta Mountains                | Colorado Utah Wyoming                | Pico Kings         | 4123        | 32 244     | 212 / 263          |
| Montañas Rocosas Meridionales («Southern Rocky Mountains»)             | Cordillera Park                       | Park Range                     | Colorado Wyoming                     | Monte Zirkel       | 3712        | 14 723     | 170 / 145          |
| Montañas Rocosas Meridionales («Southern Rocky Mountains»)             | Cordilleras Wyoming Meridional        | Southern Wyoming Ranges        | Colorado Wyoming                     | Pico Clark         | 3947        | 34 019     | 273 / 205          |
| Montañas Rocosas Meridionales («Southern Rocky Mountains»)             | Área Flat Tops                        | Flat Tops Area                 | Colorado                             | Montaña Flat Top   | 3765        | 10 467     | 113 / 152          |
| Montañas Rocosas Meridionales («Southern Rocky Mountains»)             | Cordillera Front                      | Front Range                    | Colorado                             | Pico Grays         | 4349        | 25 801     | 274 / 156          |
| Montañas Rocosas Meridionales («Southern Rocky Mountains»)             | Área Cordillera Elk                   | Elk Range Area                 | Colorado                             | Pico Castle        | 4348        | 13 249     | 125 / 171          |
| Montañas Rocosas Meridionales («Southern Rocky Mountains»)             | Cordillera Sawatch                    | Sawatch Range                  | Colorado                             | Monte Elbert       | 4399        | 9672       | 224 / 127          |
| Montañas Rocosas Meridionales («Southern Rocky Mountains»)             | Cordilleras Colorado Central          | Central Colorado Ranges        | Colorado                             | Monte Lincoln      | 4354        | 8002       | 215 / 101          |
| Montañas Rocosas Meridionales («Southern Rocky Mountains»)             | Montañas de San Juan                  | San Juan Mountains             | Colorado Nuevo México                | Pico Uncompahgre   | 4361        | 44 194     | 305 / 287          |
| Montañas Rocosas Meridionales («Southern Rocky Mountains»)             | Sierra de la Sangre de Cristo         | Sangre de Cristo Range         | Colorado Nuevo México                | Pico Blanca        | 4372        | 44 530     | 389 / 194          |

## Medio ambiente y clima
Las Montañas Rocosas presentan una gran variedad de condiciones ambientales. Las Montañas Rocosas se extienden en latitud entre el río Liard en la Columbia Británica (a 59° N) y el río Grande en Nuevo México (a 35° N). Hay praderas a una altura igual a 500 m y menos, mientras que el pico más alto de la cordillera es el monte Elbert con 4400 m. Las precipitaciones oscilan entre 250 mm al año en los valles del sur a 1500 mm por año localmente en las cumbres del norte. Las temperaturas medias de enero pueden oscilar entre -7 °C en Prince George, Columbia Británica, y 6 °C en Trinidad, Colorado. Por lo tanto, no existe un único ecosistema monolítico para toda la Cordillera de las Rocosas.

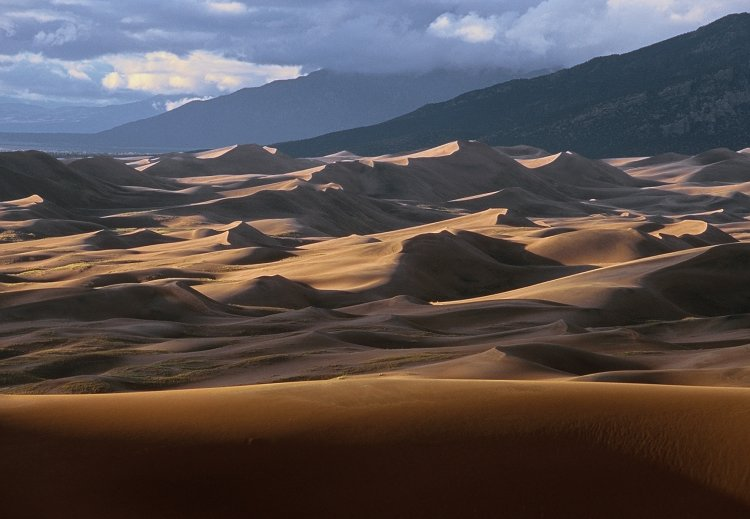
Parque nacional de las Grandes Dunas de Colorado

Los ecologistas dividen las Montañas Rocosas en varias zonas bióticas. Cada zona se define en función de si puede albergar árboles y de la presencia de una o más especies indicadoras. Dos zonas que no soportan árboles son las llanuras y la tundra alpina. Las Grandes Llanuras se sitúan al este de las Rocosas y se caracterizan por los pastos de las praderas (por debajo de aproximadamente 1800 m). La tundra alpina se da en las regiones por encima del límite arbóreo de las Montañas Rocosas, que varía desde 3700 m en Nuevo México hasta 760 m en el extremo norte de las Montañas Rocosas (cerca del Yukón).
El USGS define diez zonas forestales en las Montañas Rocosas. Las zonas más meridionales, más cálidas o más secas se definen por la presencia de pino piñoneros/enebros, pino ponderosas o robles mezclados con pinos. En áreas más septentrionales, frías o húmedas, las zonas están definidas por especies como el abeto de Douglas, especia de la zona de Cascadia (como la cicuta occidental), pino contortas/álamo temblón, o abetos mezclados con píceas. Cerca del límite arbóreo, las zonas pueden consistir en pinos blancos (como el pino de corteza blanca o el pino llamado bristlecone); o una mezcla de pino blanco, abeto y pícea que aparece como krummholz de tipo arbustivo. Por último, los ríos y cañones pueden crear una zona forestal única en las partes más áridas de la cordillera.
Las Montañas Rocosas son un hábitat importante para una gran cantidad de fauna conocida, como el lobo, el alce de las Montañas Rocosas, el alce occidental (Alces alces andersoni), el ciervo mulo y el ciervo de cola blanca, elberrendo, cabras montesas, borregos cimarrones, tejones americanos, osos negros, osos pardos, coyotes, linces canadienses, pumas norteamericanos y glotones. Por ejemplo, las mayores manadas de alces de Norteamérica se encuentran en los bosques de las estribaciones de Alberta-Columbia Británica.
El estado de la mayoría de las especies en las Montañas Rocosas es desconocido, debido a  información incompleta. El asentamiento de los euro-americanos en las montañas tuvo un impacto negativo en las especies autóctonas. Algunos ejemplos de especies que han disminuido son el sapo del oeste, la trucha degollada de espalda verde (Oncorhynchus clarkii stomias), el esturión blanco (Acipenser transmontanus), la lagópodo coliblanco, el cisne trompetero y el borrego cimarrón. En la parte estadounidense de la cordillera, los depredadores de las cumbres, como los osos pardos y las manadas de lobos, habían sido extirpados de sus áreas de distribución originales, pero se han recuperado parcialmente gracias a las medidas de conservación y a la reintroducción del lobo en Yellowstone. Otras especies en recuperación son el águila calva y el halcón peregrino.